# Say Her Name (Hell You Talmbout)
Say Her Name (Hell You Talmbout) é uma canção da cantora e compositora americana Janelle Monáe. Foi lançada como single em 28 de Setembro de 2021, data em que é comemorada o Dia Internacional da Filha.
A faixa contém a participação de artistas e ativistas negras e dá sequência à canção de protesto de Janelle Monáe e da Wondaland Records “Hell You Talmbout” a qual ela apresentou na marcha das mulheres de 2017 em Washington D.C. escrita em resposta à violência policial e que foi lançada como faixa bônus em seu segundo álbum de estúdio "The Electric Lady" (2013).

## Composição
"Say Her Name (Hell You Talmbout)" é um hino de protesto que homenageia e pretende amplificar histórias das mulheres que perderam suas vidas pelas mãos da polícia e dar suporte à suas mães e famílias.
A canção de 17 minutos contém as participações de Kimberlé Crenshaw, Beyoncé, Alicia Keys, Chloe x Halle, Tierra Whack, Isis V, Zoë Kravitz, Brittany Howard, Asiahn, Mj Rodriguez, Jovian Zayne, Angela Rye, Nikole Hannah-Jones, Brittany Packnett Cunningham e Alicia Garza.
Todo lucro da canção e do vídeo será toda revertida ao African American Policy Forum.

## Movimento Say Her Name
Sob o impacto do assassinato de George Floyd e da morte de Breonna Taylor, Janelle revisitou o hino de protesto “Say Her Name”, movimento social fundado por Kimberlé Crenshaw que lançou holofotes para as mulheres e meninas negras cujas mortes pelas mãos de policiais foram silenciadas.
“Esse é o dia internacional da filha e nós estamos orgulhosos de nos levantar com e pela rede de mães do fórum político afro-americano #SayHerName & com a professora Kimberlé Crenshaw no intuito de honrar as mães e meninas negras que perderam suas vidas pelas mãos de policiais. Nós apoiamos esse incansável trabalho que #SayHerName tem feito por anos, de ajudar essas mães a trazer justiça para as filhas. Esse trabalho é importante demais para ser feito sozinho e somente pode ser mantido por meio de vozes coletivas. Nós assumimos esse chamado para a ação como filhas, nós mesmas, tentando criar um mundo onde histórias como essas não sejam mais um lugar comum. Essa é uma manifestação de luto. Nós buscamos reverenciar as inúmeras mulheres e meninas negras que deveriam estar conosco hoje e as mães que sofreram essa dor insuportável. Elas importam. Seus nomes importam. Suas histórias importam. A justiça tem de ser feita. Possamos todos nós nos comprometer em proteger as mulheres e meninas negras e fazer mudanças sistêmicas para proteger nossas irmãs dos abusos de poder da força policial. Por favor, unam-se a nós em #SayHerName.” disse a cantora em um comunicado a imprensa.

## Faixas e formatos
| Download Digital | |         |  |
| N.º              | Título | Duração |  |
| 1.               | "Say Her Name (Hell You Talmbout)" (participação de Prof. Kimberlé Crenshaw, Beyoncé, Alicia Keys, Chloe x Halle, Tierra Whack, Isis V, Zoë Kravitz, Brittany Howard, Mj Rodriguez, Jovian Zane, Angela Rye, Nikole Hannah-Jones, Brittany Packnett-Cunningham, Alicia Garza) | 17:42   |  |

## Histórico de lançamento
| País   | Data                   | Formato                     | Gravadora                   |
| ------ | ---------------------- | --------------------------- | --------------------------- |
| Vários | 28 de Setembro de 2021 | Download digital, streaming | Wondaland Arts Society, LLC |